# Nederlandse Orde van Register EDP-Auditors
De Nederlandse Orde van Register EDP-Auditors (NOREA) is de beroepsorganisatie van IT-auditors in Nederland. Het hoofdkantoor van de vereniging was gevestigd in Amsterdam en is vanaf juli 2023 gevestigd in Hoofddorp. De NOREA is ondergebracht bij de NBA.

## Historie
De NOREA is in 1992 opgericht om te voorzien in een beroepskwalificatie voor Nederlandse IT-auditors, gebaseerd op een postacademisch opleidingsmodel . NOREA heeft de volgende statutaire doelstellingen: 
1. Het bevorderen van de kwaliteit van de beroepsuitoefening door de leden;
2. Het bevorderen van de ontwikkelingen binnen het vakgebied;
3. Het behartigen van de belangen van de leden.

## De vereniging
De NOREA is een beroepsvereniging met circa 1250 leden die de beschermde deskundigheid aanduiding RE (Register EDP-auditor) achter hun naam mogen voeren. Daarnaast kent de vereniging enkele tientallen geassocieerde leden (die niet volledig voldoen aan de eisen van het lidmaatschap) en enkele honderden aspirant leden, die veelal met de post-initiële master IT audit bezig zijn.
De vereniging omvat een bestuur, verschillende werkgroepen en een tuchtraad. Ook geeft de vereniging een eigen periodiek uit, het vakblad De IT-Auditor (voorheen De EDP-Auditor. De NOREA geeft niet langer een jaarboek uit. De organisatievorm en werkwijze is enigszins gemodelleerd naar die van de NBA (het voormalige NIVRA). Dat is bezien vanuit de historie niet onlogisch, omdat het vakgebied IT-audit voortkomt uit het financial auditing (accountants-) vakgebied.
De eisen die door de NOREA worden gesteld aan een auditor om de titel RE te mogen dragen zijn:
- een afgeronde post-initiële master (voorheen postdoctorale) studie IT-auditing aan een van de vier door de NOREA geaccrediteerde opleidingsinstituten
- minimaal 3 jaar ervaring binnen het vakgebied IT-auditing
- voldoen aan de eis van Permanente Educatie

De 4 door de NOREA erkende opleidingen tot IT-auditor zijn:
1. Vrije Universiteit Amsterdam
2. TIAS School for Business and Society (Universiteit van Tilburg / Technische Universiteit Eindhoven)
3. Erasmus School of Accounting and Assurance (Erasmus Universiteit Rotterdam)
4. Amsterdam Business School (Universiteit van Amsterdam)

## Vakontwikkeling
De NOREA ondersteunt de vakontwikkeling van de IT-auditors door onder meer het instellen van werkgroepen die zich buigen over verschillende aspecten van het vakgebied. De resultaten daarvan vinden hun weerslag in Studierapporten en NOREA-geschriften. Ook is de NOREA betrokken bij de uitgave van andere publicaties, zoals de verhandeling IT-REcht, een Quick reference voor IT-auditors, tot stand gekomen in samenwerking met Duthler Associates, die onder een Creative Commons-licentie is uitgegeven.

## Code of Ethics voor IT-auditors
De kwaliteit van de uitvoering van de werkzaamheden van een RE werden onder meer gewaarborgd doordat de RE de Gedrags- en Beroepsregels voor Register EDP-auditors (GBRE) onderschrijft. Deze richtlijn is in 2006 vervangen door de Code of Ethics voor IT-auditors. Deze gedragscode is gebaseerd op door Code of Ethics zoals die door de International Federation of Accountants (IFAC) is geformuleerd.
Bij het niet voldoen aan de gedragscode kan een RE ter verantwoording worden geroepen voor de tuchtraad. In tegenstelling tot de tuchtraad voor openbare accountants is deze tuchtraad privaatrechtelijk en niet publiekrechtelijk van opzet.

## Samenwerking met andere soortgelijke beroepsorganisaties
Nederland heeft ook een lokale afdeling van ISACA, de Amerikaanse (en defacto internationale) beroepsorganisatie van (onder meer) IT auditors. De NOREA werkt nauw samen met ISACA. Dit komt onder meer tot uitdrukking bij gezamenlijke symposia en publicaties. De voorgenomen fusie in 2013 is echter niet tot stand gekomen. Nederland is betrekkelijk uniek in de wereld aangezien in andere landen veelal geen landspecifieke IT audit kwalificatie bestaat en ISACA afdelingen de toon zetten binnen het vakgebied.
Naast de ISACA werkt de NOREA ook nauw samen met IIA Nederland en de NBA. Leden van de NOREA zijn veelal ook ingeschreven en lid van deze gelieerde organisaties. Samen met ISACA organiseren beiden ook jaarlijks het Security-Congres met het PvIB.
NOREA is officieel geaffilieerd  met de IFAC.

## NOREA-publicaties
- De IT-Auditor[10]
- NOREA jaarboek

### Richtlijnen
- ZekeREbusiness
- ZekeREzorg (2 delen)
- IT Governance
- concept-richtlijn Oordelen

### Handreikingen
- Auditaanpak PSD2 [11]
- Cybersecurity Assessment [12]
- 2021: Guide to performing SOC2 and SOC 3 based upon ISAE 3000/ Richtlijn 3000A[13]
- 2023: Good Practice on assessing the maturity of a Security Operations Center (SOC) using the SOC Maturity Framework (SOC-MF)[14]
- 2023: Ransomware in Control[15]
- 2023: ICTbeveiligingsassessment DigiD 4.0 (2023)[16]
- 2023: Correctie assurance-rapport[17]

### IT en recht
In samenwerking met Duthler Associates:
- IT-REcht, een Quick reference voor IT-auditors (juni 2005)
- Automatiseringscontracten een handreiking voor IT auditors (december 2006)